# Philautus stellatus
Philautus stellatus és una espècie extinta de granota de la família del racofòrids. Només es coneix de la localitat tipus, Nuwara Eliya, al sud-oest de Sri Lanka. No s'ha trobat cap exemplar des del 1853 més enllà de l'holotip. Inspeccions recents en aquesta localitat no han aconseguit trobar l'espècie.
Es desconeix l'hàbitat i la biologia de l'espècie. No es coneixen les causes de l'extinció, encara que es creu que podria haver estat causada per la pèrdua de l'hàbitat.